# Tourisme en Iran

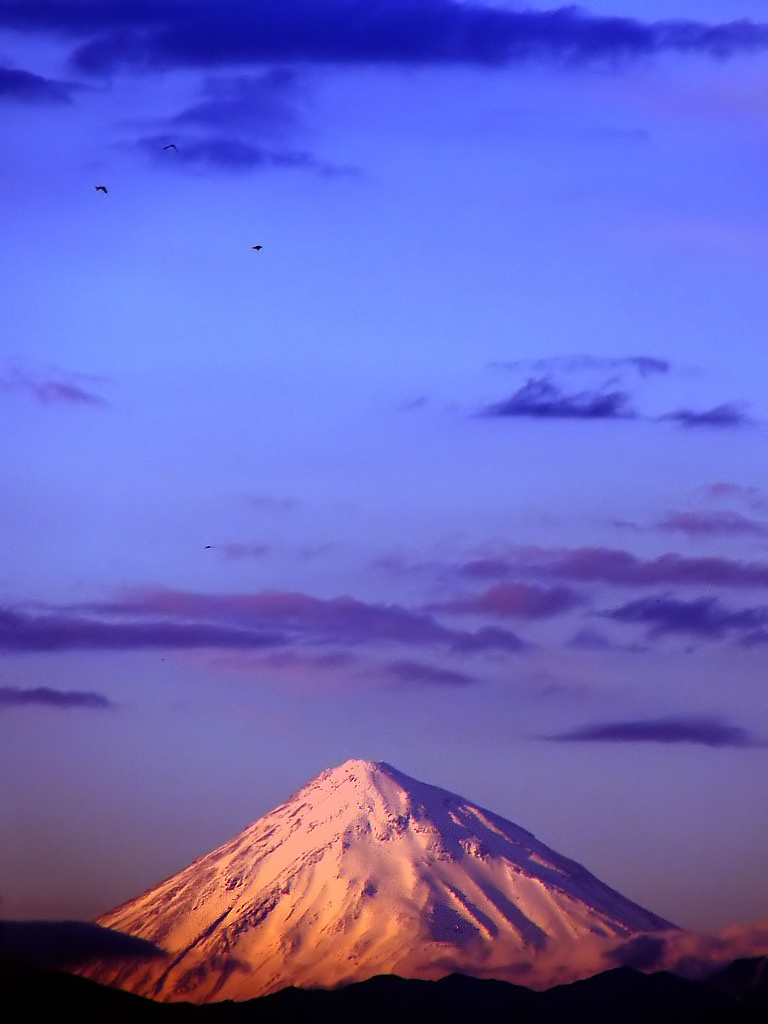
Mont Damavand de Amol

Le tourisme en Iran, après avoir chuté à la suite de la révolution islamique de 1979 et de la guerre Iran-Irak de 1980-1988, connaît un renouveau depuis les années 2000, malgré les pressions internationales. En effet les autorités ont mis en place une politique de développement du tourisme avec la construction de nouvelles infrastructures. L'Iran avec ses nombreux monuments et ses lieux de culture (Ispahan, Chiraz, Téhéran, Persépolis, etc.), ainsi que ses possibilités de loisir (plages du golfe Persique et de la mer Caspienne et pistes de ski de l'Alborz par exemple) offre une grande palette de découvertes.

## Visiteurs
Selon les données de l'Organisation mondiale du tourisme, l'Iran se trouve à la soixante-huitième place en nombre de visiteurs. Selon The Economist, le nombre de visiteurs était de 1 654 000 en 2004 et de 1 769 000 en 2006.
| (Source : The Economist)                   | 2004  | 2005  | 2006 (estimation) |
| ------------------------------------------ | ----- | ----- | ----------------- |
| Nombre de touristes de l'étranger, million | 1,656 | 1,720 | 1,769             |
| Chiffre d'affaires du tourisme, $ milliard | 0,917 | 0,971 | 1,022             |

| (Source : Organisation mondiale du tourisme,)            | 2003  | 2004  | 2005  | 2006  | 2007  | 2008  | 2009  | 2010  | 2011  |
| -------------------------------------------------------- | ----- | ----- | ----- | ----- | ----- | ----- | ----- | ----- | ----- |
| Nombre de touristes de l'étranger (en millions)          | 1,546 | 1,659 | 1,889 | 2,735 | 2,219 | 2,034 | 2,116 | 2,938 | 3,354 |
| Chiffre d'affaires du tourisme (en milliards de dollars) | 1,266 | 1,305 | 1,025 | 1,464 | 1,950 | 2,202 | 2,310 | 3,055 |       |

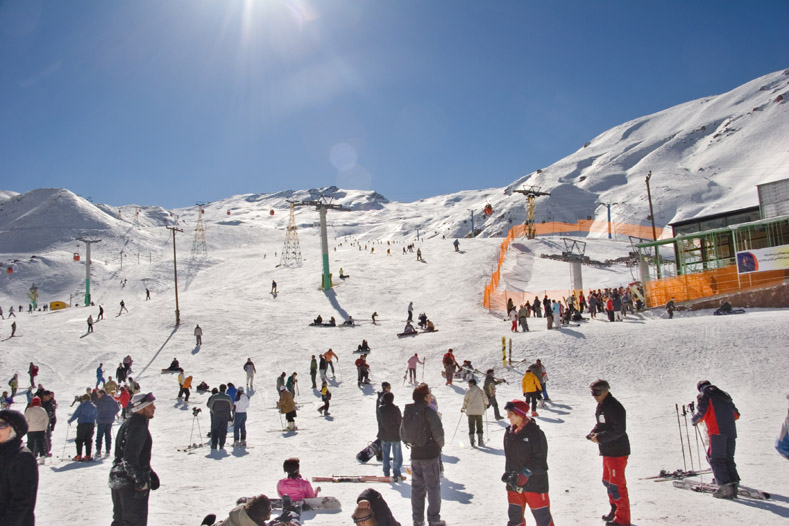
Station de ski de Dizin à côté de Téhéran

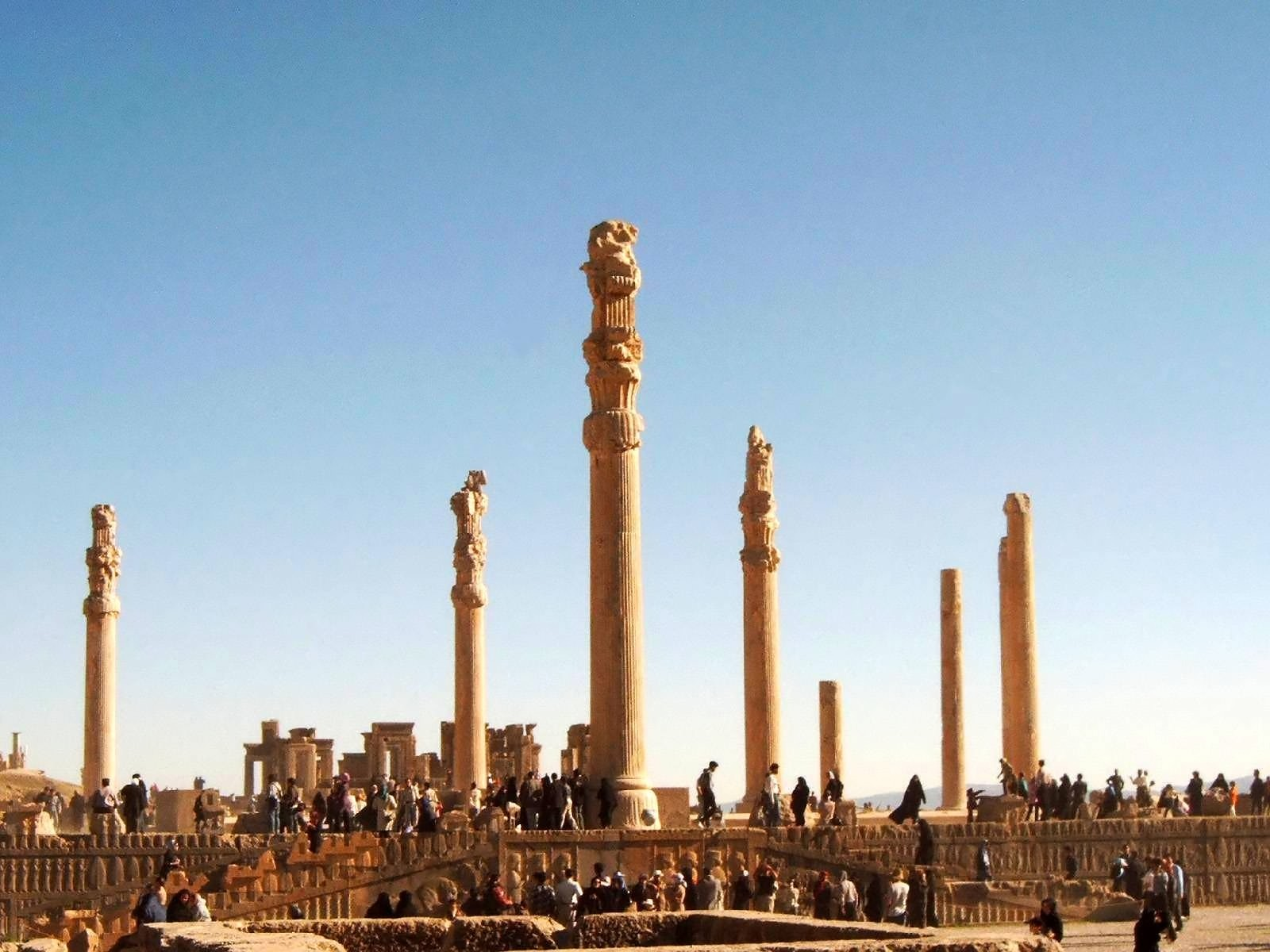
Ruine de Persépolis (patrimoine de l'UNESCO)

Les statistiques officielles iraniennes cependant intègrent également dans ces données les voyages d'affaires et les voyages de pèlerins sur les lieux saints du chiisme. La majorité des étrangers entrant en Iran proviennent d'Asie, dont une grande partie des républiques d'Asie centrale. Les étrangers provenant d'Amérique du Nord et de l'Union européenne ne représentent seulement que 10 % des entrées et viennent surtout par ordre d'importance d'Allemagne, d'Italie, de Bulgarie, de France et de Belgique. Les sites les plus visités des touristes sont Ispahan, Mashhad, Chiraz et Persépolis. L'Iran s'ouvre à l'accueil de touristes en provenance des pays musulmans, mais de plus en plus aussi à ceux venant de Chine et d'Inde.
Au début du renouveau touristique en Iran, en 2003, les autorités ont distribué 300 000 visas touristiques surtout à des touristes en provenance des pays musulmans d'Asie centrale désireux en majorité de se rendre sur des lieux de pèlerinage, comme Mashhad et Qom. Ensuite les agences de voyages européennes – surtout allemandes, françaises et britanniques – ont rapidement proposé des circuits organisés sur les lieux archéologiques et historiques du pays. En 2008, les autorités font état de 2 500 000 de touristes, avec une forte croissance – pour les Européens – de visiteurs en provenance d'Allemagne.

## Politique de visa
La procédure d'obtention des visas a été radicalement simplifiée avec en particulier la possibilité d'obtenir à l'aéroport d'arrivée un visa pour une semaine de séjour. Cette possibilité est offerte aux nationaux de soixante-huit pays du monde dont la France, la Suisse et la Belgique. Les aéroports internationaux sont équipés depuis 2009 de toutes les facilités électroniques pour l'obtention des visas et pour les réservations. Les visas sont aussi délivrés dans les consulats iraniens. Vous payez les frais à l'ambassade d'Iran pour Visa. Cela dépend de votre nationalité, mais cela varie de 30 à 145 euros.
Il est possible aussi d'entrer dans le pays par la route en quinze points de passage : à la frontière de la Turquie, de l'Arménie, de l'Azerbaïdjan, de l'Irak, du Turkménistan, de l'Afghanistan et du Pakistan, mais ce moyen est peu utilisé par les voyageurs occidentaux, de même que les lignes de chemin de fer à partir de la Turquie ou du Turkménistan. L'aéroport international de Téhéran a rouvert en avril 2005 sous la direction d'un consortium de quatre compagnies aériennes locales : Mahan Air, Aseman, Caspian Air et Kish Air.

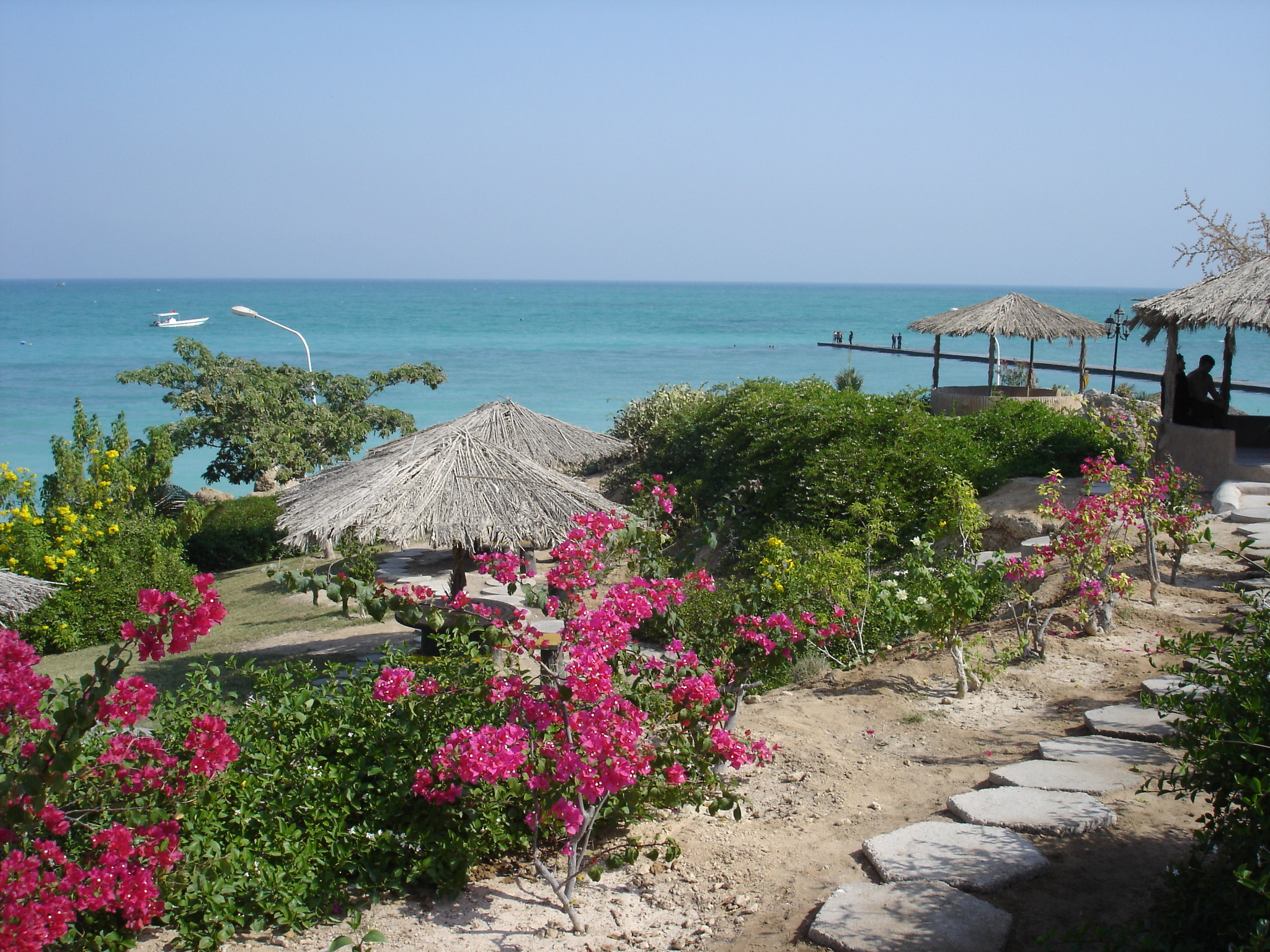
Plage à l'île de Kish

## Infrastructures
L'Organisation du patrimoine culturel, de l'artisanat et du tourisme est chargée du développement des infrastructures touristiques, avec notamment des partenariats avec le secteur privé, l'octroi de permis et de classements selon la qualité, ou l'obtention de crédits. Des zones de franchise ont été mises en place depuis une vingtaine d'années. L'accent est mis actuellement sur l'écotourisme, la mise en valeur des côtes maritimes, la restauration des monuments historiques, la valorisation de l'art et de l'artisanat, le développement du tourisme de cure.
Cependant en 2006, le nombre d'employés dans le secteur du tourisme ne concernait que 1,8 % de la population active. Les prévisions officielles envisagent pour 2025 le chiffre de vingt millions de touristes et d'un chiffre d'affaires de trente-deux milliards de dollars.

En 2010, il y avait 400 hôtels et 200 appartements-hôtels en construction dont environ 66 % d'entre eux à Téhéran, dans la province de Gilan, dans la province de Mazandéran, dans la province de Khorasan-e Razavi et à Ispahan.

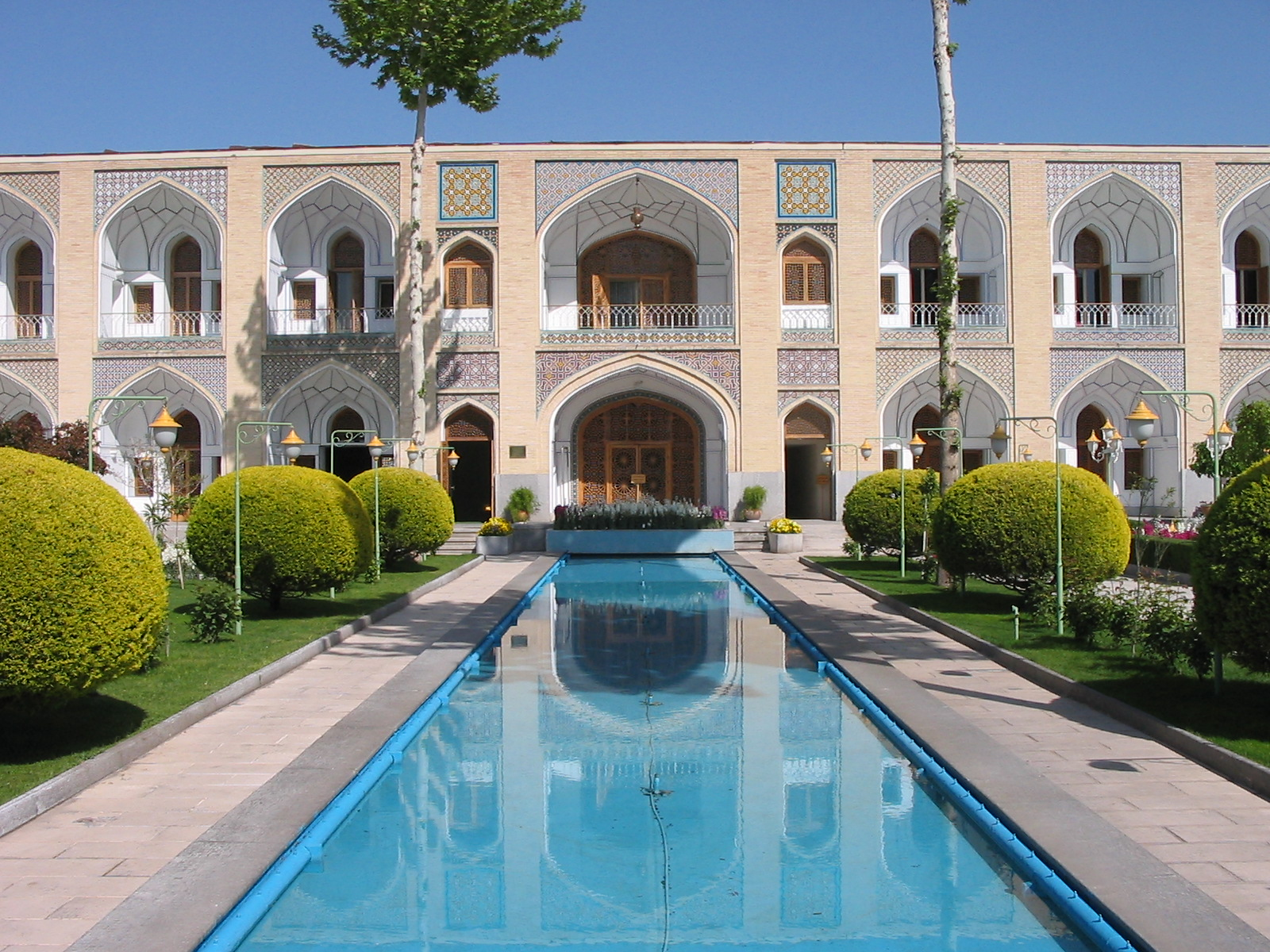
L'hôtel Abbasi d'Ispahan

La plateforme collaborative en ligne CouchSurfing qui propose de mettre en relation touristes et locaux est très active en Iran, cette plateforme propose en effet aux locaux de faire découvrir leur ville, de rencontrer ou encore d'héberger des touristes lors de leur voyage. la ville de Téhéran par exemple ne compte pas moins de 37 000 locaux présents sur la plateforme et prêts à accueillir.

## Une bombe touristique à retardement
Marc Bettinelli, web journaliste pour le journal en ligne lemonde.fr, a déclaré en 2013 que l'Iran était une "bombe touristique à retardement". Ce potentiel de développement touristique s'explique par plusieurs événements tels que l'arrivée au pouvoir du président modéré Hassan Rohani en 2013 ainsi que l'Accord sur le nucléaire de 2015 qui entraina la levée des sanctions internationales à l'encontre de l'Iran,. Cependant, l'Iran connaît une baisse drastique de sa fréquentation touristique avec l'arrivée au pouvoir du président américain Donald Trump, du retrait des États-Unis de l'accord de Vienne et du retour de sanctions économiques drastiques.

## Source
- (en) Cet article est partiellement ou en totalité issu de l’article de Wikipédia en anglais intitulé « Tourism in Iran » (voir la liste des auteurs).